# Andrea Koch Benvenuto
Karina Andrea Koch Benvenuto (Santiago de Chile, 9 de Janeiro de 1988) é uma tenista profissional chilena.
Foi medalhista de prata em duplas mistas, em 2011 no Tênis nos Jogos Pan-Americanos.